# Demonax submaculatus
Demonax submaculatus är en skalbaggsart som först beskrevs av Hayashi 1974.  Demonax submaculatus ingår i släktet Demonax och familjen långhorningar.
Artens utbredningsområde är Taiwan. Inga underarter finns listade i Catalogue of Life.